# Гай Папий Целз
Гай Папий Целз (на латински: Gaius Papius Celsus) е римлянин от 1 век пр.н.е.
Произлиза от клон Целз на самнитския род Папии, произлизащ от Лавиниум в Латина. Вероятно е роднина с Гай Папий (народен трибун 65 пр.н.е.), на когото е наречен закона lex Papia.
Жени се за Ания, дъщеря на Тит Аний Луск Руф (консул 128 пр.н.е.). Двамата имат син Тит Аний Мило (претор 54 пр.н.е.; † 48 пр.н.е.), който е осиновен от бащата на майка му.